# Gruppen af Europæiske Konservative og Reformister
Gruppen Europæiske Konservative og Reformister eller engelsk: European Conservatives and Reformists (ECR) er en konservativ, anti-føderalistisk og euroskeptisk politisk gruppe i Europa-Parlamentet. Gruppen bestod 2009-14 af 57 EP-medlemmer, hvilket gjorde den til den femtestørste i Europa-Parlamentet. Gruppen havde efter Europa-Parlamentsvalget 2014 fået tilslutning af 70 nyvalgte medlemmer, hvilket gjorde den til den tredjestørste gruppe i Europa-Parlamentet.
Gruppen blev etableret efter Europa-Parlamentsvalget 2009 og er baseret på den tidligere alliance Movement for European Reform. De største partier i gruppen er Det Konservative Parti fra Storbritannien, Lov og Retfærdighed (PiS) og Et Samlet Polen (PRJG) fra Polen og Borgerdemokraterne (ODS) fra Tjekkiet. De fleste medlemmer tilsluttede sig fra De Europæiske Demokrater som var en del af Gruppen for Det Europæiske Folkeparti og fra Union for Europe of the Nations.
I medierne beskrives gruppen som en centrum-højre til højreorienteret gruppe. Den er mere euroskeptisk end de tre største grupper, men mindre euroskeptisk end den stærkt euroskeptiske gruppe EFD. Den er partner med det europæiske parti Alliancen af Europæiske Konservative og Reformister, men også med det europæiske parti ECPM.
Frem til EP-valget i 2019 var Danmark repræsenteret i gruppen af Dansk Folkeparti med 4 medlemmer valgt for perioden 2014-19. 2009-14 var Danmark repræsenteret gennem den partipolitiske løsgænger Anna Rosbach Andersen, som tidligere var medlem af Dansk Folkeparti.
Dansk Folkeparti forlod ECR og skiftede til ID-gruppen efter valget i 2019.